# Xi Piscium
Xi Piscium (ξ Piscium, förkortat Xi Psc, ξ Psc), som är stjärnans Bayerbeteckning, är en dubbelstjärna belägen i sydöstra delen av stjärnbilden Fiskarna. Den har en skenbar magnitud på 4,61 och är svagt synlig för blotta där ljusföroreningar ej förekommer. Den befinner sig på ett avstånd av ca 179 ljusår (ca 55 parsek) från solen. Den kom närmast solen för 1,8 miljoner år sedan och hade då en skenbar magnitud på 1,77 vid ett avstånd av 51 ljusår.

## Historik
År 1690 såg astronomen Johannes Hevelius i sin Firmamentum Sobiescianum stjärnbilden Fiskarna som bestående av fyra underavdelningar. Xi Piscium ansågs vara en del av Linum Austrinum, Södra bandet.

## Egenskaper
Xi Piscium är en spektroskopisk dubbelstjärna vilket upptäcktes 1901 av William Wallace Campbell med hjälp av Mills-spektrografen vid Lick Observatory. Den är en orange till röd jättestjärna av spektralklass K0III SB.
Konstellationen rör sig genom Vintergatan med en hastighet av 30,7 km/s i förhållande till solen. Den projicerade galaktiska banan placerar den mellan 24 100 och 39 700 ljusår från galaxens centrum.